# Вартанов, Валентин Георгиевич
Валентин Георгиевич Вартанов (1909, Моздок, Терский округ, Северо-Кавказский край — 2 ноября 1937, Сандормох, Карельская АССР) — советский журналист и поэт.

## Биография
Родился в 1909 году в Моздоке Терского округа Северо-Кавказского края. По национальности армянин.
По образованию — техник-химик.
Работал журналистом в Ростовской газете «Молот». Дружил с поэтом Вениамином Жаком.
В 1933 году был арестован за «контрреволюционную деятельность», впоследствии был освобождён.
В 1934 году выпустил в Ростове-на-Дону сборник стихотворений «От всего сердца».
После убийства 1 декабря 1934 года С. М. Кирова по всей стране начались «чистки», которых не избежал и Ростов-на-Дону. Были арестованы многие «левые» радикальные рапповцы, в том числе Леопольд Авербах, Владимир Киршон, Иван Макарьев, Дмитрий Мазнин, Борис Вахтин. С ними 11 февраля 1935 года вторично был арестован и Валентин Вартанов. Особым совещанием при НКВД СССР 26 июня 1935 года его осудили за «активное участие в контрреволюционной группе» на 5 лет ИТЛ.
Отбывал наказание на Соловках, имел взыскания за отказы от работ. Особой тройкой УНКВД ЛО 9 октября 1937 года был приговорён к высшей мере наказания.
Расстрелян в урочище Сандормох Карельской АССР 2 ноября 1937 года.
Одновременно расстрелян одноделец Вартанова В. Е. Третесский. Одноделец Б. В. Вахтин расстрелян в Москве 15 марта 1938 года.

## Цитаты
- «Когда 1 декабря 1934 года был убит Киров, начались массовые аресты (иногда целыми группами) и исключения из пединститута. Появлялись и исчезали преподаватели. В это время в Ростове выпустил свой первый поэтический сборник Вартанов. Его пригласили на встречу в пединститут, а через месяц он был арестован как враг народа. Стали вспоминать: кто приглашал? Не вспомнили. А вот объявление об этом вечере-встрече писал я. Значит, „пособник врага“. Да ещё кто-то написал анонимку, что у меня отец был „белым офицером“ (он же никогда в армии не служил из-за плоскостопия)»[4] — Борис Изюмский, 1982.